# گای اندور
گای اندور (انگلیسی: Guy Endore؛ ۴ ژوئیهٔ ۱۹۰۱ – ۱۲ فوریهٔ ۱۹۷۰) نویسنده و فیلم‌نامه‌نویس اهل ایالات متحده آمریکا بود.
از فیلم‌ها یا مجموعه‌های تلویزیونی که وی در آن‌ها نقش داشته‌است می‌توان به سبکبار و بی‌خیال، سرگذشت سرباز جو، فردا هم روز خداست، گرداب و بانویی از لوئیزیانا اشاره نمود.